# Искандер, Рамиля Рифовна
Рамиля́ Ри́фовна Исканде́р (урожд. Хисамова, тат. Рамилә Риф кызы Искәндәр (Хисамова); род. 24 июня 1977, Кунашак, Челябинская область) — российская актриса театра, кино и дубляжа. Заслуженная артистка Российской Федерации (2021).

## Биография
Родилась 24 июня 1977 года в городе Кунашак. Искандер — сценический псевдоним, образованный от девичьей фамилии матери — Искандарова. По национальности татарка.
В 1993 году окончила музыкальную школу в Кунашаке по классу баяна и хорового пения.
В 1999 году окончила Челябинский государственный институт искусства и культуры (курс Наума Орлова).
С 1997 по 1999 год работала в Челябинском ТЮЗе. С 1999 по 2002 год работала в Челябинском театре драмы.
В 2002 переехала в Москву и до 2003 года работала в Театре им. К. С. Станиславского. С 2003 года работала в Российском государственном академическом молодёжном театре (РАМТ).
Снималась в кино. Принимала участие в озвучивании зарубежных фильмов и видеоигр.

### Арест, суд, отбытие наказания
В сентябре 2023 года в ходе обыска дома у актрисы в Москве найдены амфетамин и кокаин массой 0,05 г, а также два свёртка мефедрона массой 1966 г.
14 сентября Железнодорожный районный суд Пензы поместил её под стражу до 21 октября. 27 марта 2024 года на заседании Первомайского районного суда Пензы Искандер признала вину в покушении на сбыт наркотиков группой лиц в значительном и особо крупном размерах. Защита просила выпустить актрису под домашний арест, но решение о содержании под стражей было оставлено без изменений. Гособвинение обратилось к суду, чтобы ей назначили наказание в виде лишения свободы сроком на 11 лет в колонии общего режима.
27 мая 2024 года приговорена судом к 6,5 годам лишения свободы в колонии общего режима по обвинению в покушении на особо крупный сбыт наркотиков.

## Личная жизнь
В 2013 году родила сына Тимура, отец неизвестен.

## Творчество

### Роли в театре

#### РАМТ (Российский академический молодёжный театр)
- «Незнайка-путешественник» Автор: Николай Носов. Реж. Алексей Блохин. Роль — Галочка. Премьера: Сентябрь 1999 года
- «Вишнёвый сад» Автор: Антон Чехов. Реж. Алексей Бородин. Роль — Дуняша. Премьера: 17 января 2004 года
- «А зори здесь тихие…» Автор: Борис Васильев. Реж. Александр Устюгов. Роль — Женя Комелькова. Премьера: 27 сентября 2005 года.
- «Самоубийца» Автор: Николай Эрдман. Реж. Вениамин Смехов. Роль — Раиса Филипповна. Премьера: 24 марта 2006 года
- «Гупешка» Автор: Василий Сигарев. Реж. Антон Яковлев. Роль — Тамара. Премьера: 23 сентября 2006 года
- «Берег утопии» Автор: Том Стоппард. Реж. Алексей Бородин
  - 1 часть. «Путешествие». Роль — Катя, любовница Белинского
  - 2 часть. «Кораблекрушение». Роль — Натали Тучкова
  - 3 часть. «Выброшенные на берег». Роль — Натали Тучкова-Огарёва, жена Николая Огарёва
- «Платонов. III акт» Автор: Антон Чехов. Реж. Александр Доронин. Роль — Софья Егоровна, жена Войницева. Премьера: 24 января 2008 года[11]
- «Под давлением 1-3» Автор: Роланд Шиммельпфенниг. Реж. Егор Перегудов. Роль — Патриция. Премьера: 22 октября 2009 года.
- «Алые паруса» (мюзикл по одноимённой повести Александра Грина). Реж. Алексей Бородин. Роль — Ассоль. Премьера: 23 января 2010 года[12].
- «Ничья длится мгновение». Автор: Ицхокас Мерас. Реж. Миндаугас Карбаускис. Роль — Мария Блажевская, Рахиль, Она Клемене. Премьера: 9 февраля 2010 года.
- «Чехов — GALA» (по пьесам Антона Чехова). Реж. Алексей Бородин. Роль — Татьяна Алексеевна, жена Шипучина. Премьера: 17 июня 2010 года[13]
- «Rock’n’roll» Автор: Том Стоппард. Реж. Адольф Шапиро. Роль — Элеонор, Эсме
- «Скупой» Автор: Мольер. Реж. Егор Перегудов. Роль — Фрозина, Марианна
- «Северная одиссея» (по киносценарию Петра Луцика и Алексея Саморядова). Реж. Екатерина Гранитова. Роль — Нэнси. Премьера: 18 сентября 2015 года
- «Forever» Автор: Аурни Ибсен, реж. Райво Трасс. Роль — Гудрун[14]
- «Капитанская дочка» Автор: Александр Пушкин, реж. Юрий Еремин. Роль — Маша Миронова
- «Бескорыстный убийца» Автор: Эжен Ионеско, реж. Константин Богомолов

#### Театральная компания Сергея Алдонина
- «Мастер и Маргарита», реж. Сергей Алдонин. Роль — Маргарита.

#### Клубный театр
- «Любля. Офисная любовь», реж. Дмитрий Изместьев. Роль — Она.

#### Независимый театральный проект
- 2004 — «Боинг-Боинг»[15] по пьесе Марка Камолетти — Мишель

#### Театр им. Станиславского
- «Сон в летнюю ночь», реж. Вл. Мирзоев — Пак
- «Семеро святых из деревни Брюхо» Л. Улицкой, реж. Вл. Мирзоев.
- «Хлестаков», Вл. Мирзоев — Слуга
- «Черная курица», реж. Ольга Великанова — Алёша
- «Царевна-лягушка», реж. А. Товстоногов, О. Великанова — Марфа
- «Стакан воды» реж. Сергей Алдонин — Абигайль

### Фильмография

#### Роли в кино
- 2005 — Оперативный псевдоним 2. Код Возвращения — Герда (реж. С. Виноградов)
- 2007 — Эксперты (Сериал), фильм 8 «Тайский массаж» — Анна Андреева (реж. А. Селиванов)
- 2008 — Хиромант 2. Линии судеб — Лариса, дочь Бориса Белкина, жена Виктора Стогова (реж. Ярослав Мочалов)
- 2008 — Общая терапия — Екатерина Семеновна Соловьева, сестра Андрея (реж. О. Фесенко, Г. Жихаревич)
- 2009 — Выхожу тебя искать — Оксана Бондаренко (реж. Сергей Попов)
- 2009 — Предлагаемые обстоятельства — Лика Немцова (реж. Александр Хван)
- 2009 — По следу Феникса — эпизод (реж. Андрей Селиванов)
- 2009 — Как же быть сердцу — эпизод (реж. Андрей Селиванов)
- 2009 — Царь — Мария Темрюковна (реж. Павел Лунгин)
- 2010 — Голоса — Ульяна Усачева (реж. А. Хван), 2-я серия
- 2010 — Такая обычная жизнь — Стася Морель (реж. Василий Сенин, Александр Строев)
- 2011 — Прокуратура (Сериал) — Вида (реж. С. Егерев)
- 2011 — Фурцева. Легенда о Екатерине (Сериал) — Мария Косарева (реж. С. Попов)
- 2011 — Братья (сериал) — Матушка Александра (реж. Д. Фикс, С. Репецкий)
- 2011 — Безумный юбилей (фильм) — Ольга (реж. С. Алдонин)
- 2011 — Без следа — Полина Радова, журналистка
- 2012 — Бигль — Алина Сергеевна Белова (реж. Д. Брусникин)
- 2012 — Любопытная Варвара — Стелла (реж. С. Кириенко)
- 2013 — Репетиции — Рамиля (реж. Д. Брусникин)
- 2015 — Людмила Гурченко — Зинаида Кириенко
- 2015 — Провидица — Александра Львовна
- 2015 — Родина — Тамара, жена Хамзина
- 2017 — Чужое счастье — адвокат
- 2018 — Доктор Рихтер 2 — Марина Полетова

### Озвучивание

#### Компьютерные игры
- 2002 — Grand Theft Auto: Vice City — Мерседес Кортес[16]
- 2008 — Mass Effect — Джанна Паразини, Шиала, Штурман «Пути Предназначения»
- 2008 — Dead Space — Кендра Дэниелс
- 2008 — Need for Speed: Undercover — Роуз Ларго
- 2008 — World of Warcraft: The Burning Crusade — нежить женщина (НИП 2), Леди Бломе, Кабалист-призывательница
- 2008 — World of Warcraft: Wrath of the Lich King — Керистраза, Сестра Свална, Оберег Синдрагосы
- 2009 — Divinity II: Ego Draconis
- 2010 — World of Warcraft: Cataclysm — Лорна Краули, Мойра Тауриссан
- 2010 — StarCraft II: Wings of Liberty — Аннабель, Адъютант Конфедерации
- 2010 — Aliens versus Predator — «Текила»
- 2010 — Heavy Rain — Лорен Уитнер
- 2011 — The Next BIG Thing — Лиз Аллер, Квини Аллер, Энн-Мари Аллер
- 2011 — The Elder Scrolls V: Skyrim — Эйла Охотница, Адрианна Авениччи, легат Рикке, Утгерд Несломленная, Потема
- 2011 — Call of Juarez: The Cartel — Агент ФБР Ким Эванс
- 2011 — Ведьмак 2: Убийцы королей — Цинтия
- 2012 — World of Warcraft: Mists of Pandaria — Пандарен женщина (персонаж игрока), Лу’линь
- 2012 — Diablo III — Гиллиан, жительница Калдея, простолюдинка
- 2013 — Path of Exile — Елена
- 2014 — League of Legends — Квинн, Лиссандра, Акали
- 2014 — Assassin's Creed Rogue — Хоуп Дженсен
- 2014 — Alien: Isolation — Джулия Джонс, репортёр
- 2015 — Ведьмак 3: Дикая охота — Кейра Мец
- 2015 — Assassin's Creed Syndicate — Агнес Макбин
- 2015 — Tom Clancy’s Rainbow Six Siege — оперативник «Ash»
- 2016 — Ratchet & Clank — Эларис
- 2016 — Homefront: The Revolution — Хэзер Кортес, Мэри
- 2016 — World of Warcraft: Legion — Боевой маг Кирин-Тора, Орафисса
- 2018 — Far Cry 5 — Надин Аберкромби
- 2018 — FIFA 19 — Беатрис Вилланова
- 2018 — Assassin’s Creed Odyssey — Диона, Иола, Рена, Фия, Элпида, Эрита
- 2019 — Metro Exodus — Гюльнара
- 2019 — Anno 1800 — Ханна Гуд
- 2020 — Assassin’s Creed Valhalla — Роста
- 2024 — Dead Space — Кендра Дэниелс (студия GamesVoice)[17]